# 井村翔子
井村 翔子（いむら しょうこ、1981年10月28日 - ）は、東京都出身の元女優、元子役。

## 出演作品

### テレビ
- ウルトラマンダイナ
- 仮面ライダーBLACK RX - 佐原ひとみ役、ガロニア姫（幼年態）役
- さよならママ
- 3年B組金八先生 第4シリーズ - 植田浩子役[1]
- 七人の女弁護士 第1シリーズ
- 特捜エクシードラフト
- 特捜ロボ ジャンパーソン

### 映画
- 学校の怪談
- 首都消失

### 舞台
- アニー